# Ʋ
Ʋ, ʋ（拉丁第二个upsilon） 是扩展拉丁字母之一，由 v 的斜体而来，在 Unicode 也称 “v with hook”。
小写字母 ʋ 在國際音標中代表唇齿近音。
ʋ 也是非洲参考字母之一。而在埃维语（Ewe / Eʋegbe）等非洲语言中，也使用了这个字母作唇齒無擦通音 /β/。

## 参看
- Ʊ ʊ（拉丁字母）
- Υ υ（希腊字母）